# Geschiedenis van Vlaams-Brabant
Dit artikel geeft een beknopt overzicht van de geschiedenis van Vlaams-Brabant, samen met Waals-Brabant een van de twee jongste provincies van België.
De provincie Vlaams-Brabant ontstond nadat op 1 januari 1995 de tweetalige, unitaire provincie Brabant werd opgedeeld in twee provincies volgens de grenzen van het Vlaams Gewest en het Waals Gewest. De negentien Brusselse gemeenten die eerder al het tweetalig Brussels Hoofdstedelijk Gewest vormden, horen sinds de splitsing niet meer bij een provincie. Deze opsplitsing was een gevolg van het zogenaamde Sint-Michielsakkoord uit 1992 waarbij België formeel werd omgevormd tot een federale staat.
De hoofdstad van de provincie Vlaams-Brabant is Leuven.
Sinds 2003 zetelt het provinciebestuur van Vlaams-Brabant in het nieuwe Provinciehuis aan het Provincieplein in Leuven.

## Bestuur
Het dagelijks bestuur van de provincie is in handen van de bestendige deputatie voorgezeten door de provinciegouverneur. Dit is sinds 2020 Jan Spooren.

### 1995 - 2000
| Gedeputeerde          | Partij    | Bevoegdheden                               |
| --------------------- | --------- | ------------------------------------------ |
| Jan Anthoons          | CVP       | onder andere Ruimtelijke ordening          |
| Cyrille Van Mellaert  | SP        | onder andere Leefmilieu, landbouw          |
| Godelieve Eeckelaers  | CVP       | onder andere Gelijke kansen                |
| Herman Van Autgaerden | Volksunie | o.a Financiën, mobiliteit, Vlaams karakter |
| Toine De Coninck      | SP        | o.a Sport, huisvesting                     |
| Yvan Ottenbourgh      | CVP       | onder andere Europese zaken                |

### 2000 - 2006
| Gedeputeerde       | Partij | Bevoegdheden                              |
| ------------------ | ------ | ----------------------------------------- |
| Jean-Pol Olbrechts | CVP    |                                           |
| Julien Dekeyser    | VLD    |                                           |
| Toine Deconick     | SP     | o.a Sport, Vlaams karakter                |
| Yvan Ottenbourgh   | CVP    |                                           |
| Wiske Ockerman     | VLD    |                                           |
| René Swinnen       | SP     | onder andere Toerisme, onderwijs, vorming |

### 2006 - 2012
| Gedeputeerde       | Partij   | Bevoegdheden                                              |
| ------------------ | -------- | --------------------------------------------------------- |
| Jean-Pol Olbrechts | CD&V     | onder andere Economie, financiën, leefmilieu, huisvesting |
| Julien Dekeyser    | Open Vld | o.a Mobiliteit, ruimtelijke ordening, welzijn             |
| Karin Jiroflée     | sp.a     | o.a Gelijke kansen, gezondheid, onderwijs                 |
| Monique Swinnen    | CD&V     | o.a Landbouw, toerisme                                    |
| Wiske Ockerman     | Open Vld | o.a Ontwikkelingssamenwerking, recreatie                  |
| Tom Troch          | sp.a     | o.a Cultuurbeleid, jeugdbeleid, Vlaams karakter           |

### 2012 - heden
| Gedeputeerde                                               | Partij   | Bevoegdheden                                                                                             |
| ---------------------------------------------------------- | -------- | --- |
| Monique Swinnen                                            | CD&V     | onder andere communicatie, financiën, welzijn, landbouw, waterlopen, toerisme en streekproducten, Europa |
| Julien Dekeyser (sinds 2016 opgevolgd door Ann Schevenels) | Open Vld | o.a personeel, ruimtelijke planning, vorming, patrimonium                                                |
| Marc Florquin                                              | sp.a     | o.a onderwijs, gelijke kansen en armoede, gezondheid, sport, economie en innovatie                       |
| Tom Dehaene                                                | CD&V     | o.a wonen, mobiliteit, cultuur, Vlaams karakter, PIVO                                                    |
| Luc Robijns (sinds 2014 opgevolgd door Tie Roefs)          | Groen    | o.a milieu, duurzaamheid, diversiteit, jeugdbeleid, ontwikkelingssamenwerking                            |
| Walter Zelderloo                                           | Open Vld | o.a recreatie, provinciedomeinen, uitleendien                                                            |